# Ла-Систерна
Ла-Систерна (исп. La Cisterna) — коммуна в Чили. Одна из городских коммун города Сантьяго. Коммуна входит в состав провинции Сантьяго и Столичной области.

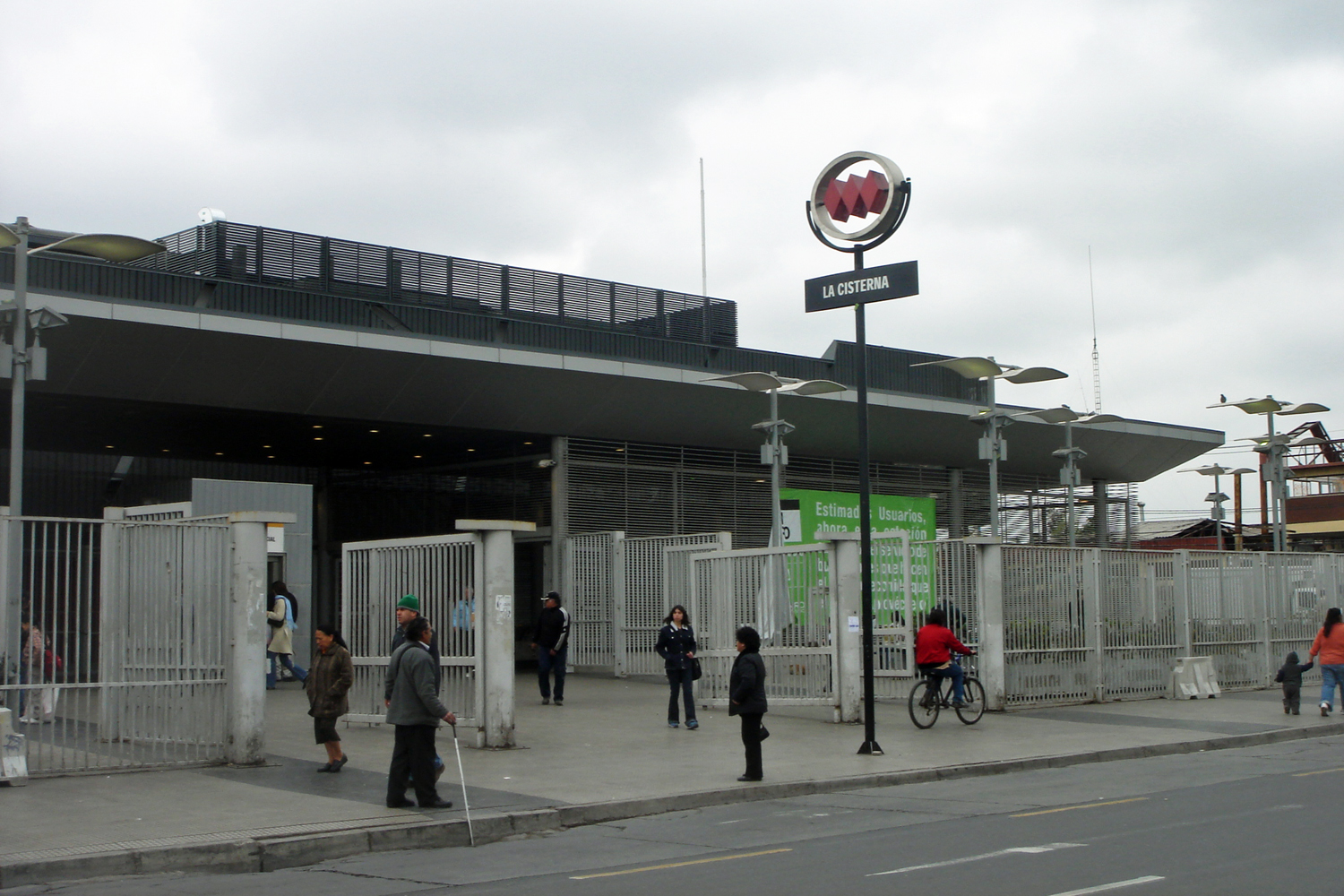
Станция La Cisterna метрополитена Сантьяго

Территория — 10 км². Численность населения — 90 119 жителя (2017). Плотность населения — 9011,9 чел./км².

## Расположение
Коммуна расположена на юг города Сантьяго.
Коммуна граничит:
- на севере — c коммуной Сан-Мигель
- на востоке — с коммуной Сан-Рамон
- на юге — c коммуной Эль-Боске
- на западе — c коммуной Ло-Эспехо

## Демография
Согласно сведениям, собранным в ходе переписи 2017 г. Национальным институтом статистики (INE),  население коммуны составляет:
| Полное население                          | Полное население                          | Полное население                          | Полное население                          | Полное население                          | 90 119 |
| ----------------------------------------- | ----------------------------------------- | ----------------------------------------- | ----------------------------------------- | ----------------------------------------- | ------ |
| в том числе:                              | Городское население                       | 90 119                                    | Процент городского населения, %           | 100,00                                    |        |
|                                           | Сельское население                        | 0                                         | Процент сельского населения, %            | 0,00                                      |        |
|                                           | Мужское население                         | 43 147                                    | Процент мужского населения, %             | 47,88                                     |        |
|                                           | Женское население                         | 46 972                                    | Процент женского населения, %             | 52,12                                     |        |
| Плотность населения, чел./км²             | Плотность населения, чел./км²             | Плотность населения, чел./км²             | Плотность населения, чел./км²             | Плотность населения, чел./км²             | 9011,9 |
| Население коммуны в % к населению области | Население коммуны в % к населению области | Население коммуны в % к населению области | Население коммуны в % к населению области | Население коммуны в % к населению области | 1,27   |

| Динамика изменения населения коммуны | Динамика изменения населения коммуны | Динамика изменения населения коммуны | Динамика изменения населения коммуны |
| ------------------------------------ | ------------------------------------ | ------------------------------------ | ------------------------------------ |
| 1992                                 | 2002                                 | 2012                                 | 2017                                 |
| 94 712                               | 85 118▼                              | 80 910▼                              | 90 119▲                              |